# 蒙·拉弗特
诺玛·蒙塞拉·布斯达蒙特·拉弗特（西班牙语：Norma Monserrat Bustamante Laferte，1983年5月2日—），出生于智利瓦尔帕莱索地区比尼亚德尔马，艺名Mon Laferte ，是智利藉的创作型歌手、音乐家和作曲家。 她演奏不同的乐器，其音乐特点是融合了多种形式和流派，如民谣、流行音乐、重金属（她在 2012 年至 2014 年期间担任 Mystica Girls 和 Abaddon 乐队的歌手）波莱罗、华尔兹、坎比亚、雷鬼和斯卡等。